# Panmunjeom

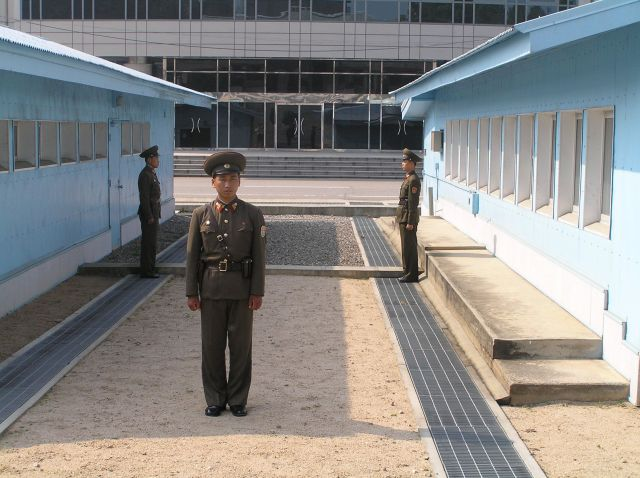
Soldati nordcoreani che vigilano la frontiera

Panmunjeom o Panmunjom (판문점?, 板門店?, PanmunjeomLR, P'anmunjŏmMR) è un villaggio sul confine tra Corea del Nord e Corea del Sud, dove venne firmato l'armistizio del 1953 che pose fine alla Guerra di Corea. L'edificio dove venne firmato l'armistizio esiste ancora, e sta a cavallo della linea di demarcazione militare che corre attraverso la zona demilitarizzata. Anche il tavolo attorno al quale si riunirono le due parti è diviso dalla linea di confine.

## Posizione e storia
Panmunjeom si trova a 60 km a nord di Seul e 10 km a est di Gaeseong (in Corea del Nord), ed è l'Area di Sicurezza Congiunta (JSA) che si trova a cavallo della Linea di Demarcazione Militare (MDL) sulla Zona Demilitarizzata (DMZ) vicino a Paju.
Dal 2018 Panmunjeom è divenuto il sito storico per la promozione della pace tra le due Coree. Il 27 aprile 2018 si è svolto un vertice intercoreano presso la Peace House, all'interno di Panmunjeom, al termine del quale è stata annunciata la Dichiarazione di Panmunjeom per la pace, la prosperità e l'unificazione. L'inclusione di "Panmunjeom" nel nome ufficiale della dichiarazione ha contribuito a promuovere il sito come punto di partenza verso la pace. La Dichiarazione congiunta di Pyongyang e l'Accordo militare globale annunciati il 19 settembre 2018 affermano che l'effettiva demilitarizzazione della DMZ era in corso. Nel giugno 2019, i leader delle due Coree e degli Stati Uniti si sono incontrati qui e un presidente degli Stati Uniti è entrato in territorio nordcoreano per la prima volta nella storia. Questi eventi hanno reso Panmunjeom un simbolo di pace nella penisola coreana. Tuttavia nel giugno 2020 il governo nordcoreano decise unilateralmente di interrompere i dialoghi con il Sud, per poi ripristinarli il 27 luglio 2021.